# Metal Gear (joc)
Metal Gear (メタルギア, Metaru Gia) (abreviat com MG) és la primera entrega d'una saga de videojocs amb el mateix nom dissenyada per Hideo Kojima i desenvolupat per Konami. Va sortir a la venda al 1987.
Argumentalment està situada després de Snake Eater (mgs3). El Projecte Enfants Terribles ja fa temps que es va produir i Big Boss està al comandament de la nova unitat Fox HOund. Solid Snake, un dels fills/clons del Big Boss rep una missió per part de Fox Hound, tot i que ell ignora la identitat del seu cap. Finalment, s'adona que la fortalesa Outer Heaven on s'ha d'infiltrar està comandada per BIg BOss, que lluny de ser l'heroi llegendari que va ser temps enrere, ara pretén dominar el món amb el robot Metal Gear T-55. Solid aconsegueix eliminar el Metal Gear i derrota al seu pare biològic.